# 1985 사모아 내셔널 리그
1985 사모아 내셔널 리그는 우폴루 퍼스트 디비전(Upolu First Division)으로도 알려져 있는 사모아 내셔널 리그의 7번째 시즌이다. 키위 FC가 2년 연속 우승을 차지했다. 사모아 컵 역시 키위 FC가 차지하였으며, 챌린지 실드는 바이바세-타이가 차지했다.

## 시즌 결과

### 리그 순위
리그 방식은 팀 간 한 경기를 치르는 싱글 라운드-로빈 방식으로 진행되었다. 경기 일정 및 결과, 승강 여부는 전해지지 않는다. 최하위를 기록한 모아모아타이의 전적 역시 불확실하다.
| 순위 | 팀               | 경기수 | 승 | 무 | 패 | 승점 | 비고        |
| ---- | ---------------- | ------ | -- | -- | -- | ---- | ----------- |
| 1    | 키위 (C)         | 11     | 9  | 1  | 1  | 19   | 우승        |
| 2    | 바이바세-타이    | 11     | 8  | 1  | 2  | 17   | 챌린지 실드 |
| 3    | 마리스트 FC      | 11     | 6  | 2  | 3  | 14   |             |
| 4    | 바이푸나         | 11     | 5  | 4  | 2  | 14   |             |
| 5    | 바이바세-우타 FC | 11     | 5  | 2  | 4  | 12   |             |
| 6    | 토가푸아푸아 FC  | 11     | 3  | 6  | 2  | 12   |             |
| 7    | 파아토이아 FC    | 11     | 5  | 2  | 4  | 12   |             |
| 8    | SCOPA            | 11     | 5  | 2  | 4  | 12   |             |
| 9    | 라이오바에아 FC  | 11     | 3  | 1  | 7  | 7    |             |
| 10   | 로토파 FC        | 11     | 3  | 0  | 8  | 6    |             |
| 11   | USP FC           | 11     | 3  | 0  | 8  | 6    |             |
| 12   | 모아모아타이 FC  | 11     | 0  | 1  | 10 | 1    |             |